# کتومبلا، آنگولا
کتومبلا (به انگلیسی: Catumbela) شهری در استان بنگوئلا واقع در کشور آنگولا است که در سال ۲۰۰۹ میلادی ۱۴٬۸۶۲ نفر جمعیت داشته است.